# 朗莎
朗莎 （義大利語：Ferrero RondNoir），由義大利知名糖廠費列羅公司所生產的巧克力產品，外觀和製作模式與金莎相似，但配料有所不同。朗莎以黑巧克力醬，包著一粒黑巧克力珍珠米（期後推出新配方為以杏仁在中心），外層灑上黑巧克力。
折紋紙盤採黑巧克力色來區分。